# Wereldkampioenschap voetbal 2006/Groep B
Deze pagina beschrijft de uitslagen van de gespeelde wedstrijden in groep B van het Wereldkampioenschap voetbal 2006.

## Groep B
| Land               | Wed | Win | Gel | Ver | DV | DT | +/− | Pnt |
| ------------------ | --- | --- | --- | --- | -- | -- | --- | --- |
| Engeland           | 3   | 2   | 1   | 0   | 5  | 2  | 3   | 7   |
| Zweden             | 3   | 1   | 2   | 0   | 3  | 2  | 1   | 5   |
| Paraguay           | 3   | 1   | 0   | 2   | 2  | 2  | 0   | 3   |
| Trinidad en Tobago | 3   | 0   | 1   | 2   | 0  | 4  | –4  | 1   |

Trinidad en Tobago was samen met Angola en Togo de grote verrassing tijdens de WK-kwalificatie, het werd gecoacht door de Nederlander Leo Beenhakker. Op het WK zette de eilandengroep de goede resultaten door door doelpuntloos gelijk te spelen tegen Zweden. Trinidad en Tobago speelde bijna de hele tweede helft met tien man, omdat Avery John een tweede gele kaart ontving na een vliegende tackle. Het gevreesde spitsenduo Zlatan Ibrahimovic en Henrik Larsson misten veel kansen, de op het laatste moment ingezette doelman Shaka Hislop blonk uit en het team van Beenhakker hield knap stand. Ook tegen Engeland hield Trinidad en Tobago het lang vol, in de 83e minuut scoorde Peter Crouch, het doelpunt was omstreden, omdat Crouch kopte terwijl hij aan de rasta-haren van Brent Sancho trok. In de laatste wedstrijd was de pijp leeg, Trinidad en Tobago verloor kansloos met 2-0 van Paraguay mede door een eigen doelpunt van Sancho. Desondanks was de bescheiden eilandengroep trots, Beenhakker werd geridderd.
De Engelse voetbalbond verlengde het contract met de Zweed Sven-Goran Eriksson tot en met 2008. In januari werd Eriksson benaderd door een Arabier om manager van Aston Villa te worden, de sjeik bleek een verslaggever van News of the World te zijn en Eriksson trapte erin. De FA en Eriksson kwamen overeen, dat het contract verkort werd tot en met het WK. Er waren ook personele problemen, vlak voor het WK raakt Wayne Rooney geblesseerd aan zijn enkel, hij ging toch mee naar het WK, maar  zou de eerste wedstrijden hoogstens kunnen invallen.
Paraguay was als eerste land uitgeschakeld, het verloor zowel van Engeland als van Zweden met 1-0, de laatste wedstrijd door een doelpunt van Fredrik Ljungberg vlak voor tijd. De laatste wedstrijd in de groep ging om de groepswinst, Zweden - Engeland eindigde in 2-2. Memorabel waren de eerste twee doelpunten, Joe Cole opende de score namens Engeland met een lob buiten het strafschopgebied, de gelijkmaker van Marcus Allbäck was de 2.000ste goal tijdens een wereldkampioenschap.
|                                               |                   |       |          |                                                                                   |
| 10 juni 2006 «onderlinge duels» 15:00 (UTC+2) | Engeland          | 1 – 0 | Paraguay | Commerzbank-Arena, Frankfurt Toeschouwers: 48.000 Scheidsrechter: Marco Rodríguez |
| 10 juni 2006 «onderlinge duels» 15:00 (UTC+2) | Gamarra 3' (e.d.) |       |          | Commerzbank-Arena, Frankfurt Toeschouwers: 48.000 Scheidsrechter: Marco Rodríguez |

|                                               |                    |       |        |                                                                                 |
| 10 juni 2006 «onderlinge duels» 18:00 (UTC+2) | Trinidad en Tobago | 0 – 0 | Zweden | Signal Iduna Park, Dortmund Toeschouwers: 62.959 Scheidsrechter: Shamsul Maidin |
| 10 juni 2006 «onderlinge duels» 18:00 (UTC+2) |                    |       |        | Signal Iduna Park, Dortmund Toeschouwers: 62.959 Scheidsrechter: Shamsul Maidin |

|                                               |                          |       |                    |                                                                                   |
| 15 juni 2006 «onderlinge duels» 18:00 (UTC+2) | Engeland                 | 2 – 0 | Trinidad en Tobago | easyCredit-Stadion, Neurenberg Toeschouwers: 41.000 Scheidsrechter: Toru Kamikawa |
| 15 juni 2006 «onderlinge duels» 18:00 (UTC+2) | Crouch 83' Gerrard 90+1' |       |                    | easyCredit-Stadion, Neurenberg Toeschouwers: 41.000 Scheidsrechter: Toru Kamikawa |

|                                               |               |       |          |                                                                           |
| 15 juni 2006 «onderlinge duels» 21:00 (UTC+2) | Zweden        | 1 – 0 | Paraguay | Olympiastadion, Berlijn Toeschouwers: 72.000 Scheidsrechter: Ľuboš Micheľ |
| 15 juni 2006 «onderlinge duels» 21:00 (UTC+2) | Ljungberg 89' |       |          | Olympiastadion, Berlijn Toeschouwers: 72.000 Scheidsrechter: Ľuboš Micheľ |

|                                               |                         |       |                         |                                                                                  |
| 20 juni 2006 «onderlinge duels» 21:00 (UTC+2) | Zweden                  | 2 – 2 | Engeland                | RheinEnergieStadion, Keulen Toeschouwers: 45.000 Scheidsrechter: Massimo Busacca |
| 20 juni 2006 «onderlinge duels» 21:00 (UTC+2) | Allbäck 51' Larsson 90' |       | 34' J. Cole 85' Gerrard | RheinEnergieStadion, Keulen Toeschouwers: 45.000 Scheidsrechter: Massimo Busacca |

|                                               |                              |       |                    |                                                                                           |
| 20 juni 2006 «onderlinge duels» 21:00 (UTC+2) | Paraguay                     | 2 – 0 | Trinidad en Tobago | Fritz-Walter-Stadion, Kaiserslautern Toeschouwers: 46.000 Scheidsrechter: Roberto Rosetti |
| 20 juni 2006 «onderlinge duels» 21:00 (UTC+2) | Sancho 25' (e.d.) Cuevas 86' |       |                    | Fritz-Walter-Stadion, Kaiserslautern Toeschouwers: 46.000 Scheidsrechter: Roberto Rosetti |

## Overzicht van wedstrijden
| Groepswedstrijden | | | |
| Groep A | Groep B | Groep C | Groep D |
| Duitsland - Costa Rica Polen - Ecuador Duitsland - Polen Ecuador - Costa Rica Ecuador - Duitsland Costa Rica - Polen             | Engeland - Paraguay Trinidad en Tobago - Zweden Engeland - Trinidad en Tobago Zweden - Paraguay Zweden - Engeland Paraguay - Trinidad en Tobago | Argentinië - Ivoorkust Servië en Montenegro - Nederland Argentinië - Servië en Montenegro Nederland - Ivoorkust Nederland - Argentinië Ivoorkust - Servië en Montenegro | Mexico - Iran Angola - Portugal Mexico - Angola Portugal - Iran Portugal - Mexico Iran - Angola                               |
| Groep E | Groep F | Groep G | Groep H |
| Italië - Ghana Verenigde Staten - Tsjechië Italië - Verenigde Staten Tsjechië - Ghana Tsjechië - Italië Ghana - Verenigde Staten | Australië - Japan Brazilië - Kroatië Brazilië - Australië Japan - Kroatië Japan - Brazilië Kroatië - Australië                                  | Frankrijk - Zwitserland Zuid-Korea - Togo Frankrijk - Zuid-Korea Togo - Zwitserland Togo - Frankrijk Zwitserland - Zuid-Korea                                           | Spanje - Oekraïne Tunesië - Saoedi-Arabië Spanje - Tunesië Saoedi-Arabië - Oekraïne Saoedi-Arabië - Spanje Oekraïne - Tunesië |
| Achtste finales | | | |
| Duitsland - Zweden Argentinië - Mexico                                                                                           | Italië - Australië Zwitserland - Oekraïne | Engeland - Ecuador Portugal - Nederland | Brazilië - Ghana Spanje - Frankrijk                                                                                           |
| Kwartfinales | | | |
| Duitsland - Argentinië | Italië - Oekraïne | Engeland - Portugal | Brazilië - Frankrijk |
| Halve finales | | | |
| Duitsland - Italië | Duitsland - Italië | Portugal - Frankrijk | Portugal - Frankrijk |
| Troostfinale | | | |
| Duitsland - Portugal | | | |
| Finale | | | |
| Italië - Frankrijk | | | |